# Guitry (Costa de Marfil)
Guitry es un departamento de la región de Lôh-Djiboua, Costa de Marfil. En mayo de 2014 tenía una población censada de 146 748 habitantes.
Se encuentra ubicado al sur del país, cerca de la desembocadura del río Bandama.